# Estación de Hostalrich
Hostalrich (en catalán y según Adif Hostalric) es una estación ferroviaria situada en el municipio español de Hostalrich, en la provincia de Gerona, comunidad autónoma de Cataluña. Dispone de servicios Regionales de la línea R11, en la línea Cerbere/Portbou - Barcelona Sants y unas pocas circulaciones al día de la línea R2 Nord, en dirección Aeropuerto.

## Situación ferroviaria
La estación se encuentra en el punto kilométrico 64,4 de la línea férrea Barcelona-Cerbère en su sección entre Barcelona y Massanet a 85 metros de altitud. El tramo es de vía doble y está electrificado.

## Historia
La estación fue inaugurada el 27 de agosto de 1860 con la puesta en marcha del tramo Granollers - Empalme (situado en Massanet) siendo este último punto el lugar en el que se unieron el trazado por el interior por Granollers con el trazado por la costa que prolongaba la línea Barcelona-Mataró. Las obras y explotación inicial corrieron a cargo de la Compañía de los Caminos de Hierro de Barcelona a Granollers también llamada Compañía de los Caminos de Hierro del Norte de Barcelona. Varias fusiones y uniones empresariales tan habituales en el ferrocarril de finales del siglo XIX hicieron que la estación pasara por diferentes manos hasta recalar en TBF en 1875 que aglutinó varias de las pequeñas compañías de la época que operaban en la zona de Cataluña. En 1889, TBF acordó fusionarse con la poderosa MZA, dicha fusión se mantuvo hasta que en 1941 la nacionalización del ferrocarril en España supuso la desaparición de todas las compañías privadas existentes y la creación de RENFE. 
Desde el 31 de diciembre de 2004 Renfe Operadora explota la línea mientras que Adif es la titular de las instalaciones ferroviarias.

## La estación
Se encuentra al norte del municipio. Cuenta con dos vías generales (vías 1 y 2) y dos andenes laterales cubiertos parcialmente con marquesinas. En el exterior hay un aparcamiento habilitado.

## Servicios ferroviarios

### Media Distancia
Gracias sus trenes Regionales Renfe presta servicios de Media Distancia cuyos destinos principales son Barcelona, Portbou y Cerbère.
| Línea MD | Trenes   | Origen/Destino |  | Destino/Origen  | Equivalente Rodalies de Catalunya |
| -------- | -------- | -------------- |  | --------------- | --------------------------------- |
| 33       | Regional | Barcelona      |  | Portbou Cerbère |                                   |

### Cercanías
Forma parte de la línea R2 norte de Cercanías Barcelona operadas por Renfe.
| << cabecera                    | < estación             | línea | estación >        | cabecera >>       |
| ------------------------------ | ---------------------- | ----- | ----------------- | ----------------- |
| Rodalies de Catalunya de Renfe |                        |       |                   |                   |
| Aeropuerto                     | Riells y Viabrea-Breda |       | Massanet-Massanas | Massanet-Massanas |